# يبهون جي آر إن 1
طائرة (يبهون جي آر إن1 ) هي هدف جوي متقدم من الجيل الجديد للأهداف عالية الأداء التي تعمل بمحرك توربيني نفاث عالي الكفاءة.
ولديها القدرة على الطيران لوقت طويل بفعل كفاءة محركها النفاث
يمكن اطلاقها من السفن أو البر باستخدام منظومة اطلاق تقليدية و بدون استخدام معززات الإطلاق.إن سعة حجمها الداخلي يمكنها من حمل عدة أنواع من عاكسات الرادارالفعالة أو السلبية. يمكنها أيضا حمل عبوات الدخان والشعلات ذوات الأشعة دون الحمراء ومؤشرات مسافة عدم الإصابة وكذلك أجهزة الارتفاع المنخفض ومرسلات الأشارة.
إن (يبهون جي آر إن1 ) صممت لتستخدم كهدف للمدافع المضادة للطائرات
وصواريخ أرض- جو أو جو- جو.

## لمواصفات
المسافة بين الجناحين
	2.31 متر 	7.6 قدم
الطول
	3.72 متر 	12.2 قدم
الطول مع (أنبوب الهواء)
	3.92 متر 	12.8 قدم
الارتفاع
	0.71 متر 	2.3 قدم
وزن الطائرة فارغة
	80 كجم 	176 رطل
حمولة الإقلاع القصوى
	220 كجم 	485 رطل
وزن الأحمال
	40 كجم 	88 رطل
سعة خزان الوقود 	125 لتر 	33 جالون

## أداء الرحلة
سرعة السقوط (سطح البحر)
162 كم/س
[45 م/ث]
88 عقدة
سرعة التحليق
468-792 كم/س
[130 - 220 م/ث]
253-428 عقدة
سرعة التشغيل
0.6 - 0.84 ماك
السرعة القصوى
1000 كم/س
[278 م/ث]
540 عقدة
معدل التسلق (سطح البحر)
[42 م/ث]
فترة الطيران
90 دقيقة
سقف الارتفاع (العملي)
9000 متر
29500 قدم
سقف الارتفاع (النظري)
11000 متر
36000 قدم

## الأبعاد
المسافة بين الجناحين
2.31 متر
7.6 قدم
الطول
3.72 متر
12.2 قدم
الطول مع (أنبوب الهواء)
3.92 متر
12.8
الارتفاع
0.71 متر
2.3 قدم 

## لأحمال
يمكن إستيعاب مجموعة كبيرة من الأحمال مثل:

• عبوات الدخان
• الشعلات الحرارية دون الحمراء
• عاكسات أشعة الرادار الفعالة والسلبية
• عدسة لونبرج

## وصلات خارجية
http://adcom-systems.com/ARB/Targets/YAHBON-GRN1/Overview.html